# Шерер, Бартелеми Луи Жозеф
Бартелеми Луи Жозеф Шерер (фр. Barthélemy Louis Joseph Schérer; 18 декабря 1747 — 19 августа 1804, Комманшон) — французский военный эпохи Великой французской революции.

## Биография
Родом эльзасец, служил в австрийской и голландской армиях. В 1791 году вернулся во Францию, в 1792 году получил звание капитана 82-го пехотного полка и принял участие в битве при Вальми в качестве адъютанта генерала Депре-Крассье, командовавшего французским авангардом. 
В 1793 году служил старшим адъютантом генерала Александра де Богарне на Рейне. 19 декабря 1793 года получил звание бригадного генерала. 28 января 1794 года — звание дивизионного генерала. Командовал республиканцами во время осады Ле-Кенуа. 
В 1794 году командовал дивизией в Самбро-Маасской армии. 17—18 сентября 1794 года, командуя правым крылом Самбро-Маасской армии разбил австрийский корпус генерала Латура при Спримоне и 2 октября, во время сражение при Альденховене, при Дюрене.
С 3 ноября 1794 года командовал Альпийской армией, с 30 мая 1795 года по 15 сентября Восточно-пиренейской армией, с которой 14 июня потерпел поражение от испанцев при Баскаре. 
С 31 августа командовал Итальянской армией, с которой 24 ноября 1795 года разбил австро-сардинскую армию при Лоано. 2 марта 1796 года сдал командование армией Н. Бонапарту.
С 23 июля 1797 по 22 января 1799 года — военный министр Директории. Во время его министерства указом от 4 сентября 1798 года был установлен обязательный призыв на военную службу.  
С 22 января 1799 года снова командующий Итальянской армией. 26 марта выиграл первое столкновение при Пастренго, но не смог остановить русско-австрийское наступление и 5 апреля потерпел поражение от австрийского генерала Края в битве при Маньяно. Сдал командование генералу Моро. Предстал перед комиссией по расследованию и был оправдан. В своё оправдание напечатал: «Précis des opérations militaires de l’armée d’Italie depuis le 21 ventôse jusqu’au 7 floréal de l’an VII» (П., 1799). Вышел в отставку; после государственного переворота 18 брюмера удалился в Шони и умер в августе 1804 года.